# Virtuelles Alpenobservatorium

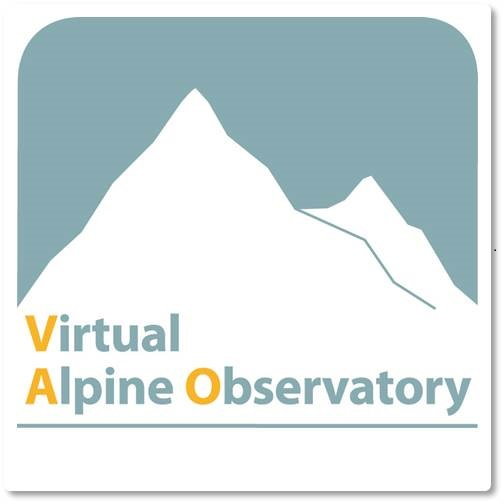
Logo VAO

Das Virtuelle Alpenobservatorium (VAO) ist ein Netzwerk von europäischen Höhenforschungsstationen in den Alpen und alpenähnlichen Gebirgen in acht Ländern (Deutschland, Frankreich, Georgien, Italien, Norwegen, Österreich, Schweiz und Slowenien), die sich zusammengeschlossen haben, um wissenschaftliche Fragestellungen im System Atmosphäre, Biosphäre, Hydrosphäre- und Kryosphäre und Gesundheit gemeinsam und grenzübergreifend zu bearbeiten. Das Netzwerk wurde am 19. April 2012  in der Umweltforschungsstation Schneefernerhaus auf der Zugspitze offiziell gegründet und ist seither stetig gewachsen.
Thematische Forschungsschwerpunkte des VAO sind: (i) Atmosphärische und klimatische Variabilität, (ii) Klimatische Auswirkungen auf die Alpine Umwelt, Gefahren und Risiken (iii) Alpiner Wasserhaushalt und (iv) Umwelt und die menschliche Gesundheit. In einem weiteren Bereich werden die Weiterentwicklung von Infrastruktur und die Entwicklung neuartiger Technologien für Klima- und Umweltforschung vorangetrieben.

## Beteiligte Höhenforschungsstationen und Observatorien
- Umweltforschungsstation Schneefernerhaus, Deutschland[2]
- Observatoire des Sciences de l’Univers de Grenoble, Frankreich[3]
- Kharadze Abastumani Astrophysical Observatory, Georgien[4]
- Eurac research, Italien[5]
- Andøya Space Center, Norwegen[6]
- Sonnblick Observatorium, Österreich[7]
- High Altitude Research Stations Jungfraujoch and Gornergrat International Foundation, Schweiz[8]
- Center for Atmospheric Research, Slowenien[9]

## Motivation
Die Alpenregion zählt zu den Regionen der Erde, die vom Klimawandel in ganz besonderer Weise betroffen sind. So ist hier die Temperatur seit dem Jahr 1900 um etwa +2,0 °C angestiegen, während im europäischen Durchschnitt mit +1,2 °C nur ein etwa halb so starker Anstieg verzeichnet wird. Im globalen Mittel liegt die Erwärmung bei etwa +0,8 °C. Es steht zu erwarten, dass die vergleichsweise starke Erwärmung, wie wir sie gegenwärtig im Alpenraum erleben, nicht ohne Folgen für die verschiedenen Bereiche des alpinen Umweltsystems bleibt: Atmosphäre, Biosphäre, Hydrosphäre und Kryosphäre bilden ein komplexes System von miteinander verbundenen Prozessen. Veränderungen in einem Bereich wirken sich auch auf alle anderen Sphären aus. Die Frage, wie diese Kopplung funktioniert, ist zentraler Gegenstand aktueller Forschung. Ein umfassendes Verständnis des komplexen alpinen Umweltsystems setzt Forschung voraus, die insbesondere interdisziplinär ausgelegt sein muss: Ein Ziel des VAO ist es daher,  Wissenschaftler, Ingenieure und Techniker aus nahezu allen eingangs genannten Bereichen der Umweltforschung zusammenzubringen. Dies ermöglicht die Untersuchung umweltrelevanter Themen aus unterschiedlichen Perspektiven, schafft Synergien und erlaubt die Formulierung umfassenderer Lösungsansätze als dies sonst möglich wäre.

## Herausforderungen
Die besondere Sensibilität der Alpenregion auf den Wandel des Klimas ist Herausforderung und Chance zugleich. Die Herausforderung besteht zunächst in der Aufgabe einer nachhaltigen, messtechnischen Erfassung geophysikalischer Schlüsselgrößen des alpinen Umweltsystems, wie sie zur Beantwortung aktueller, wissenschaftlicher Fragestellungen erforderlich sind.
Messungen in diesen Bereichen müssen häufig an verschiedenen Orten des Alpenraums, nach vergleichbaren Standards, mit hinreichender Präzision und ggf. auch synchronisiert erfolgen, denn belastbare und qualitätsgesicherte Beobachtungen bilden die Grundlage eines soliden naturwissenschaftlichen Verständnisses.
Die zweite Stufe der Herausforderung liegt in der  wissenschaftlichen Interpretation der gewonnenen Messdaten. Deren Abgleich mit unserem bisherigen Verständnis des alpinen Umweltsystems deckt Widersprüche und Unzulänglichkeiten auf und ermöglicht so Erkenntnisgewinn. Eine moderne informationstechnische Infrastruktur, das sogenannte Alpine and Environmental Data Analysis Center (AlpEnDAC)  stellt sicher, dass die an den verschiedenen Orten gewonnenen Messdaten nach international etablierten Standards einfach und komfortabel innerhalb des VAO zugänglich sind und ausgetauscht werden können, egal, an welchem Ort sich die jeweiligen Wissenschaftler oder Ingenieure befinden („data-on-demand“). Zudem wird der Zugang zu Daten ermöglicht, die an anderer Stelle verfügbar sind (z. B. satellitenbasierte Messungen).
Daneben sollen im VAO aber auch Dienstleistungen entwickelt und betrieben werden, die nach „außen“ gerichtet sind und Beiträge leisten etwa zu den großen gesellschaftlichen Herausforderungen („societal benefit areas“). Hier liegt die dritte Herausforderung.

## Politische und gesellschaftliche Einbettung
Das VAO ist Teil der Alpenkonvention, in der sich die Vertragsparteien dazu verpflichtet haben, Forschungen und systematische Beobachtungen in enger Zusammenarbeit zu fördern und zu harmonisieren, die für eine bessere Kenntnis der Wechselbeziehungen zwischen Raum, Wirtschaft und Umwelt in den Alpen und zur Abschätzung zukünftiger Entwicklungen dienlich sind.
Das VAO ist ferner eines der Werkzeuge, um die Alpenstrategie der EU umzusetzen. Die Strategie soll die politischen Themenbereiche Wirtschaftswachstum, Innovation; Mobilität und Umwelt sowie Energie abdecken. Hauptziel dieser Strategie ist es sicherzustellen, dass diese Region weiterhin einer der attraktivsten Räume in Europa bleibt, ihre Vorzüge besser nutzt und eine nachhaltige, innovative Entwicklung in einem europäischen Kontext anstößt. Eine der daraus entstehenden Aufgaben ist der Umgang mit dem Klimawandel und dessen Folgen. Hierzu liefert das VAO einen Teil des wissenschaftlichen Unterbaus.
Zudem unterstützt das VAO mit Georgien als assoziiertes Mitglied auch die Ziele der Östlichen Partnerschaft, einem Teilprojekt der Europäischen Nachbarschaftspolitik (ENP): Im Rahmen einer Erklärung der Umweltminister der EU und der Östlichen Partnerschaft (Armenien, Aserbaidschan, Belarus, Georgien, Republik Moldau und Ukraine) zu Umwelt und Klimawandel vom 18. Oktober 2016 wurde das gemeinsame Ziel formuliert, die Zusammenarbeit im Bereich der Umwelt- und Klimapolitik zu intensivieren. Dazu trägt auch das VAO bei, das darüber hinaus offen für weitere östliche Partner ist.

## Forschung

### Atmosphärische und klimatische Variabilität
Die Atmosphäre ist ein komplexes System. Sie ist charakterisiert durch eine Vielzahl von chemischen, dynamischen und strahlungsbedingten Prozessen. Unser Wissen um diese Prozesse ist noch immer unvollständig. Prognosen zur Klimaentwicklung sind daher immer noch relativ unsicher. Bessere Mess- und neue Analysetechniken sollen helfen diese Lücke zu schließen.

### Klimatische Auswirkungen auf die Alpine Umwelt: Gefahren und Risiken
Die Auswirkungen des Klimawandels im hochalpinen Raum auf Bio- und Geosphäre sollen erfasst werden. Darüber hinaus wird der Einfluss  solarer Eruptionen auf die kosmische Strahlung im alpinen Raum untersucht.

### Alpiner Wasserhaushalt
Ziel dieses Schwerpunktthemas ist es, verbesserte Kenntnisse des alpinen Wasserhaushalts zu erarbeiten, um anschließend Abschätzungen der zukünftigen Wasserverfügbarkeit geben zu können. Einen weiteren Schwerpunkt bildet dabei die Untersuchung der durch Schnee und Niederschlag deponierten Umweltradioaktivität im Alpenraum.

### Umwelt und menschliche Gesundheit
Persistente Schadstoffe, Partikel oder Pollen sowie meteorologische Größen wie Temperatur oder Feuchtigkeit können negative Auswirkungen auf die Gesundheit der Menschen im Alpenraum haben und zum Beispiel zu  Allergien, Atemwegserkrankungen oder Herz-Kreislauf-Erkrankungen führen. Langzeitstudien, Analysen, Studien und Handlungsempfehlungen sind daher von großer Bedeutung.

### Forschungs-Infrastruktur
Umweltwissenschaften und insbesondere Forschung in Höhenlagen erfordern sehr spezifische technologische Lösungen. Im Fokus der Entwicklung stehen dabei neue Sensortechnologien oder Messplattformen (z. B. UAVs etc.), Hard- und Softwareinfrastrukturen, leistungsfähige Konzepte zur (Meta-)Datenspeicherung, -analyse und -visualisierung etc.